# Sphaeronaema cylindricum
Sphaeronaema cylindricum är en svampart som först beskrevs av Tode, och fick sitt nu gällande namn av Elias Fries 1815. Sphaeronaema cylindricum ingår i släktet Sphaeronaema, divisionen sporsäcksvampar och riket svampar.   Inga underarter finns listade i Catalogue of Life.